# أرز أسيوي

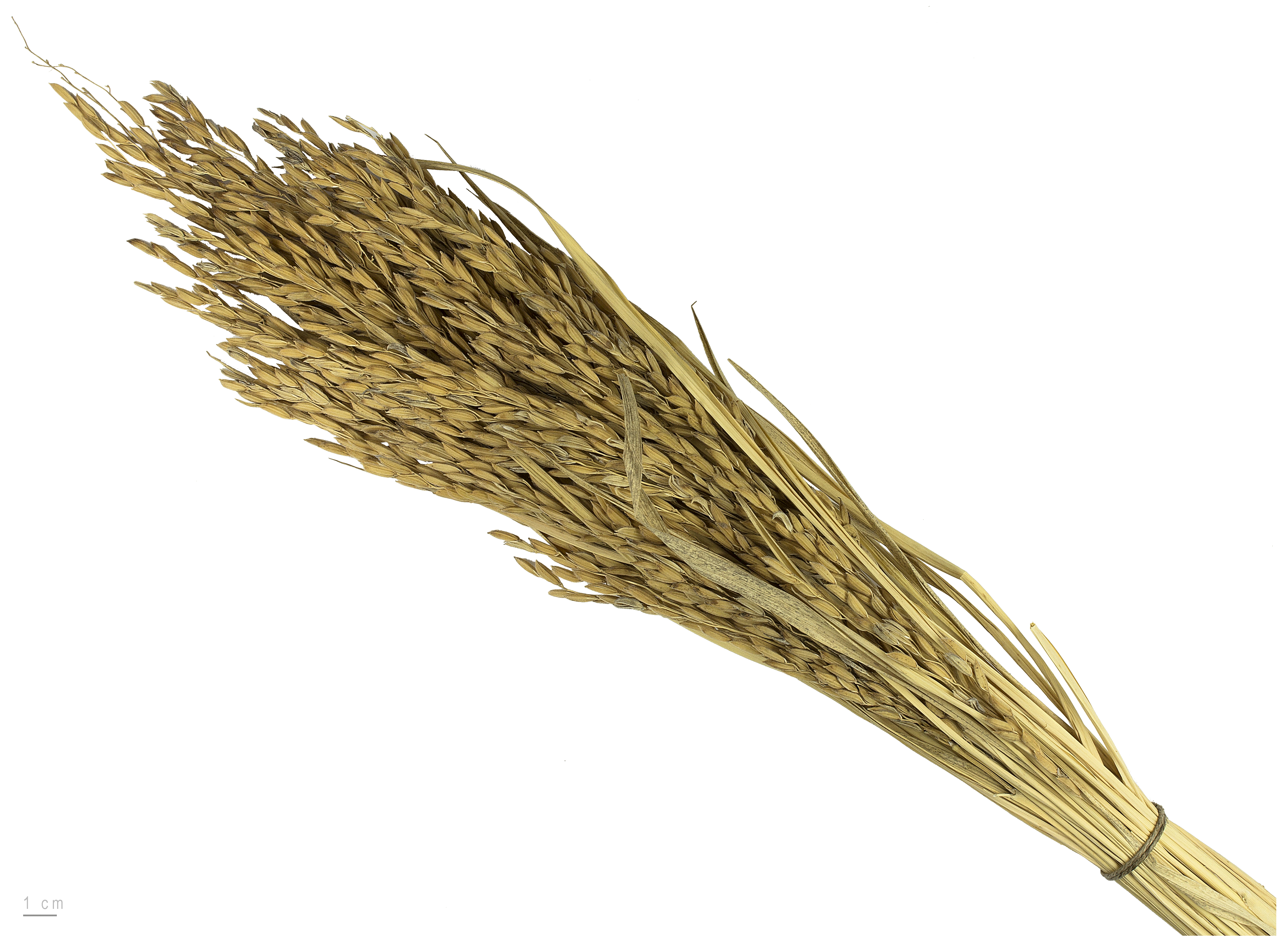
Oryza sativa

رز أو الأرز الأسيوي أو أرز أو برنج أو ارزء اللجليات (الاسم العلمي: Oryza sativa) [محل شك] هو نوع النبات الذي يشار إليه غالبًا في اللغة الإنجليزية باسم الأرز (rice). أوريزا ساتيفا هو محصول حبوب تتميز بأصغر مجين ويتكون من 430 ميجا قاعدة فقط عبر 12 كروموسومًا. ويشتهر بسهولة تعديله وراثيًا، كما أنه نموذج حي لبيولوجيا الحبوب.

## التصنيف
يتكون أوريزا ساتيفا من نوعين فرعيين أساسيين هما: سلالة جابونيكا أو سينيكا اللزجة والقصيرة الحب وسلالة إنديكا غير اللزجة والطويلة الحب. وغالبًا ما تتم زراعة سلالات جابونيكا في حقول جافة في مناخ جنوب آسيا وأراضي جنوب شرق آسيا المرتفعة ومرتفعات جنوب آسيا، بينما سلالات إنديكا هي بشكل أساسي أرز الأراضي المنخفضة الذي تتم زراعته في الغالب مغمورًا بالماء في أنحاء آسيا الاستوائية. ويشتهر الأرز بألوانه المتعددة، بما فيها: الأبيض والبني والأسود والأرجواني والأحمر.
تم تحديد نوع فرعي ثالث يتميز بحب عريض وينمو في المناخ الاستوائي، وذلك بناءً على الشكل المورفولوجي وسمي في البداية جافانيكا، ولكنه يعرف حاليًا باسم جابونيكا الاستوائي. ومن أمثلة هذه السلالة، الأرز متوسط الحب صنفا «تيناون» و«ينوي»، اللذان تتم زراعتهما في مصاطب الأرز المرتفعة على جبال كوردييرا في لوزون الشمالية في الفلبين.
استخدم جلاسزمان (1987) الإيزوزيمات لتصنيف سلالات أوريزا ساتيفا إلى ست مجموعات هي: جابونيكا والعطرية وإنديكا وأوس ورايادا وأشينا.
استخدم جاريس وآخرون (2004) تكرار التسلسل البسيط (SSR) لتصنيف سلالة أوريزا ساتيفا إلى خمس مجموعات جابونيكا المناطق المعتدلة وجابونيكا المناطق الاستوائية والأرز العطري الذي يشكل سلالات جابونيكا، بينما تشكل سلالة إنديكا وأوس سلالة إنديكا.

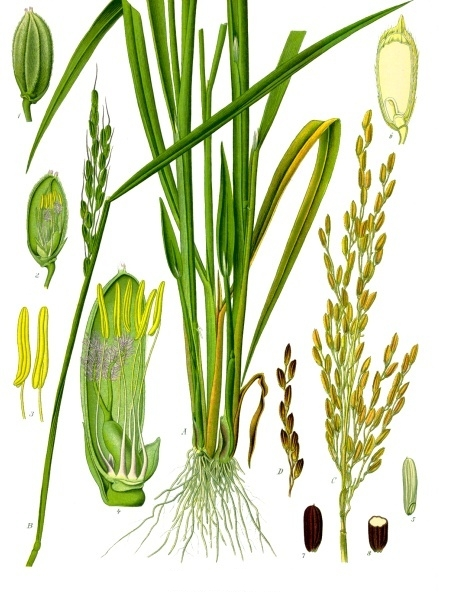
أوريزا ساتيفا

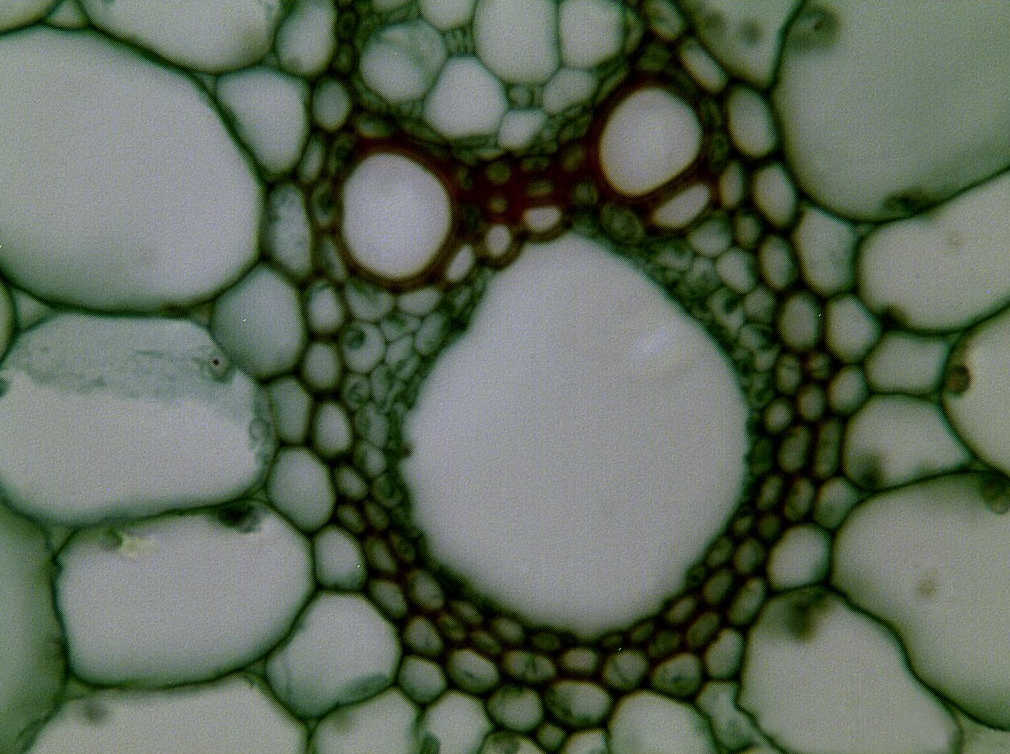
مقطع عرضي لساق الأرز مكبر 400 مرة

أ: أرز بـالقش
ب: أرز كامل
ج: أرز بـالجنين
د: أرز أبيض بـبقايا النخالة
هـ: موسينامي (باليابانية:無洗米)، «أرز مبيض وجاهز للسلق»، حرفيًا، أرز لا يحتاج للغسيل
(1):قش
(2):نخالة
(3)بقايا: النخالة
(4): جنين الحبوب
(5):سويداء البذرة

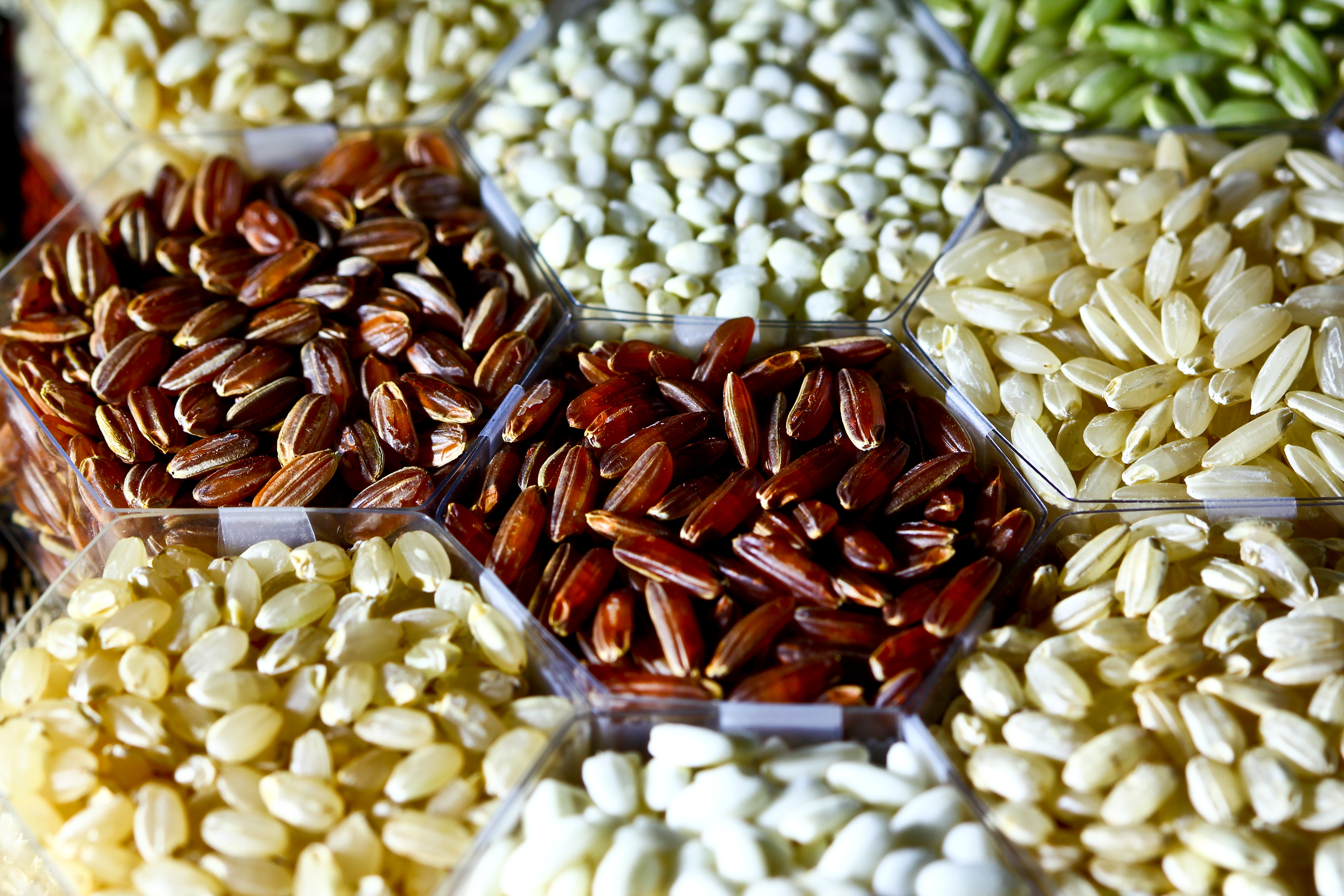
مجموعة حبوب أرز من المعهد الدولي لأبحاث الأرز

## تاريخ التدجين والزراعة

### الأصول
كان هناك الكثير من الجدل حول أصول الأرز المدجن. وفي عام 2011، أثبتت الأدلة الوراثية المنشورة في دورية وقائع الأكاديمية الوطنية للعلوم في الولايات المتحدة الأمريكية (Proceedings of the National Academy of Sciences of the United States of America (PNAS)) أن جميع أنواع الأرز الأسيوي، كل من إنديكا وجابونيكا، تعود إلى عملية تدجين واحدة حدثت منذ 8200-13500 عام في الصين مع الأرز البري أوريزا روفيبوجون. وأشارت دراسة نشرت عام 2012 في دورية نيتشر (Nature)، من خلال خريطة تعرض أصناف مجينات الأرز، أن تدجين الأرز حدث في منطقة وادي نهر اللؤلؤ في الصين. ومن شرق آسيا، انتشر الأرز إلى جنوب وجنوب شرق آسيا.
وقبل هذا البحث، كانت الفكرة المقبولة عمومًا، والقائمة على دليل أثري، هي أن أول عملية تدجين للأرز حدثت في منطقة وادي نهر يانغستي في الصين.
ولا يعرف تاريخ أول عملية تدجين للأرز بالتحديد، ولكن بناءً على تقدير الساعة الجزيئية التي يستخدمها العلماء، يقدر هذا التاريخ بأنه منذ حوالي 8200 إلى 13500 عام. وهذا يتسق مع البيانات الأثرية المعروفة عن الموضوع.